# Oleśnica sinogłowa

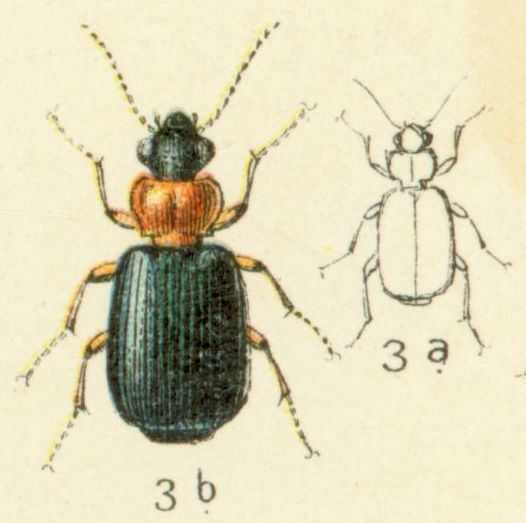
Ilustracja z Die Käfer des deutschen Reiches E. Reittera

Oleśnica sinogłowa (Lebia (Lamprias) cyanocephala lub Lamprias cyanocephalus) – gatunek małego chrząszcza z rodziny biegaczowatych i podrodziny Lebiinae.

## Taksonomia
Gatunek ten został opisany w 1758 roku przez Karola Linneusza pod nazwą Carabus cyanocephalus. Później przeniesiony został do rodzaju Lebia, w obrębie którego umieszczony został w podrodzaju Lamprias. Część współczesnych autorów wynosi ten podrodzaj do rangi samodzielnego rodzaju i wówczas nazwa oleśnicy sinogłowej brzmi Lamprias cyanocephalus.

## Opis
Osiąga od 5 lub 5,5 do 8 mm długości. Głowa i pokrywy jednolicie niebieskie lub zielone, a przedplecze rude. Pierwszy segment czułków rudy, natomiast pozostałe czarne. Rzędy na pokrywach słabiej zaznaczone niż u L. fulvicollis i L. pubipennis, a międzyrzędy płaskie.

## Biologia i ekologia
Żyje na suchych otwartych terenach porośniętych głównie roślinnością trawiastą i zielną oraz z rzadka krzewami i młodymi drzewami. Preferuje gleby piaszczyste i żwirowe. Znajdowany zazwyczaj pojedynczo na różnych roślinach zielnych i niższych gałęziach krzewów i drzew.
Wyróżnia się między innymi pasożytnictwem. Jej larwa rozwija się w komorach poczwarkowych innych chrząszczy. Dorosłe osobniki żywią się głównie szkodnikami z rodziny stonkowatych.

## Rozprzestrzenienie
Gatunek palearktyczny. W Europie wykazany został z Albanii, Austrii, Balearów, Białorusi, Belgii, Bośni i Hercegowiny, Bułgarii, Chorwacji, Cypru, Czech, Danii, Dodekanezu, Estonii, europejskiej Turcji, Finlandii, Francji, Grecji, Hiszpanii, Holandii, byłej Jugosławii, Korsyki, Litwy, Luksemburgu, Liechtensteinu, Łotwy, Macedonii Północnej, Mołdawii, Niemiec, Norwegii, Polski, Portugalii, Rosji, w tym obwodu królewieckiego, Słowacji, Sycylii, Szwecji, Szwajcarii, Ukrainy, Węgier, Wielkiej Brytanii i Włoch. Z Azji podawany z Armenii, Gruzji, Turcji, Izraela, Syrii, Iraku, Syberii Zachodniej, Kazachstanu, Uzbekistanu, Kirgistanu, Iranu (w tym ostanu Ardabil), Afganistanu, Pakistanu i chińskiego Sinciangu. Ponadto z terenu Afryki Północnej znany z Maroka, Algierii i Tunezji.
W Polsce notowany głównie z zachodu i południowego wschodu kraju, w tym na Wyżynie Małopolskiej na stanowisku Pasturka w 1992 roku.

## Systematyka
Wyróżnia się 3 podgatunki tej oleśnicy:
- Lebia cyanocephala coeruleocephala Chaudoir, 1871
- Lebia cyanocephala cyanocephala Linnaeus, 1758
- Lebia cyanocephala numidica Lucas, 1846